# Kasannoin Ienori
Kasannoin Ienori (花山院家教, [かざんいん いえのり] Erro: {{japonês}}: texto da transliteração contém caractere não latino (pos 1) (ajuda), 1261-1297 , também pronunciado Kazanin Ienori) foi um nobre do período Kamakura da história do Japão.

## Vida
Ienori foi o segundo filho de Kasannoin Michimasa, o sétimo líder do ramo Kasannoin, um sub-ramo do ramo Hokke do Clã Fujiwara.  Seu irmão Ienaga (1253 - 1274) deveria ser o oitavo líder do Clã, mas sua morte prematura fez com que Ienori assumisse a liderança.

## Carreira
Ienori serviu os seguintes imperadores: Kameyama (1263 - 1274), Go-Uda (1274 - 1287) e Fushimi (1287 - 1297). 
Ienori passa a servir a corte no Kurōdodokoro como Jijūni (camareiro) em 1263 durante o reinado do Imperador Kameyama, a partir de 1272, concomitantemente, assume as funções de Awa gonsuke (vice governador da província de Awa).
Em 1274 no reinado do Imperador Go-Uda Ienori é transferido para o Konoefu (Guarda do Palácio) onde irá servir como Kenuchūjō (comandante provisório da ala direita). Em 1276 é nomeado Bitchū gonsuke (vice governador da província de Bitchū) e neste mesmo ano foi nomeado Sangi. Foi logo após esta promoção que seu pai morreu e acabou sendo líder do Clã.
Em 1278 Ienori é promovido a gonchūnagon (Chūnagon provisório), sendo efetivado em 1288 no reinado do Imperador Fushimi, neste mesmo ano é promovido a gondainagon (Dainagon provisório) e no ano seguinte é efetivado e concomitantemente serve como Tōgūbō (tutor do príncipe herdeiro). Em 15 de maio de 1297 renuncia a seus cargos devido a doença, vindo a falecer pouco tempo depois.